# Billie Jean King Cup 2021 – zóna Asie a Oceánie
Zóna Asie a Oceánie Billie Jean King Cupu 2021 byla jednou ze tří zón soutěže, které se účastnily státy ležící v Asii a Oceánii. Do kontinentální zóny Billie Jean King Cupu 2021 nastoupilo 14 družstev, z toho šest účastníků hrálo v I. skupině a dalších osm ve II. skupině, jejíž součástí byla také baráž.

## I. skupina
- Místo konání: Aviation Club Tennis Centre, Dubaj, Spojené arabské emiráty (tvrdý, venku)[1]
- Datum: 3.–7. března 2020
- Formát: Šest týmů hrálo v jediném základním bloku systémem každý s každým. Družstva na prvním a druhém místě postoupila do  světové baráže 2021. Výběry na páté a šesté příčce sestoupily do II. skupiny asijsko-oceánské zóny pro rok 2022.[1] Kvůli koronavirové pandemii došlo k měsíčnímu odložení a přesunu dějiště z čínského Tung-kuanu do Dubaje.[3]

### Nasazení
| Koš                                                            | tým         | ITF | nas. |
| -------------------------------------------------------------- | ----------- | --- | ---- |
| 1.                                                             | Čína        | 22. | 1.   |
| 1.                                                             | Jižní Korea | 30. | 2.   |
| 1.                                                             | Tchaj-wan   | 34. | 3.   |
| 1.                                                             | Uzbekistán  | 35. | 4.   |
| 1.                                                             | Indie       | 36. | 5.   |
| 1.                                                             | Indonésie   | 37. | 6.   |
| ITF – žebříček ITF nasazení dle žebříčku ze 11. listopadu 2019 |             |     |      |

### Blok
|    | Blok A            | CHN | IND | KOR | INA | TPE | UZB |
| 1. | Čína (5–0)        |     | 3–0 | 3–0 | 3–0 | 3–0 | 2–1 |
| 2. | Indie (4–1)       | 0–3 |     | 2–1 | 2–1 | 2–1 | 3–0 |
| 3. | Jižní Korea (2–3) | 0–3 | 1–2 |     | 2–1 | 1–2 | 3–0 |
| 4. | Indonésie (2–3)   | 0–3 | 1–2 | 1–2 |     | 2–1 | 3–0 |
| 5. | Tchaj-wan (2–3)   | 0–3 | 1–2 | 2–1 | 1–2 |     | 2–1 |
| 6. | Uzbekistán (0–5)  | 1–2 | 0–3 | 0–3 | 0–3 | 1–2 |     |

### Konečné pořadí
| Umístění        | Tým         |             |
| Postup/1. místo | Čína        |             |
| Postup/2. místo | Indie       |             |
| 3. místo        | Jižní Korea | Jižní Korea |
| 4. místo        | Indonésie   |             |
| Sestup/5. místo | Tchaj-wan   |             |
| Sestup/6. místo | Uzbekistán  |             |

Výsledek
- Čína a Indie postoupily do světové baráže 2021
- Tchaj-wan a Uzbekistán sestoupily do 2. skupiny zóny Asie a Oceánie pro rok 2022.

## II. skupina
- Místo konání: Renouf Tennis Centre, Wellington, Nový Zéland (tvrdý, venku)[2]
- Místo konání: Sri Lanka Tennis Association Complex, Kolombo, Srí Lanka (antuka, venku)[2]
- Datum: 4.–8. února 2020 (Wellington)[2]
- Formát: Osm týmů wellingtonské podskupiny bylo rozděleno do dvou čtyřčlenných základních bloků. Jejich vítězové se střetli v baráži o postup do I. skupiny asijsko-oceánské zóny pro rok 2022. Další družstva sehrála zápasy o konečné umístění.
Kvůli omezením plynoucím z koronavirové pandemie byla srílanská podskupina zrušena. Výbor Billie Jean King Cupu rozhodl, že se již neuskuteční v náhradním termínu ani lokalitě. Sedm účastníků Hongkong, Írán, Malajsie, Omán, Srí Lanka, Tádžikistán a Vietnam tak setrvalo ve druhé skupině asijsko-oceánské skupině pro rok 2022.

### Nasazení
| Panamá \| Koš \| tým \| ITF \| nas. \| \| ------------------------------------------------------------- \| ------------ \| --- \| ---- \| \| 1. \| Singapur \| 47. \| 1. \| \| 1. \| Thajsko \| 48. \| 2. \| \| 2 \| Nový Zéland \| 54. \| 3. \| \| 2 \| Filipíny \| 58. \| 4. \| \| 3 \| Pákistán \| 74. \| 5. \| \| 3 \| Turkmenistán \| 92 \| 6 \| \| 4 \| Guam \| — \| 7. \| \| 4 \| Mongolsko \| — \| 8. \| \| ITF – žebříček ITF nasazení dle žebříčku z 11. listopadu 2019 \| \| \| \| |              |     |      |
| Koš | tým          | ITF | nas. |
| 1. | Singapur     | 47. | 1.   |
| 1. | Thajsko      | 48. | 2.   |
| 2 | Nový Zéland  | 54. | 3.   |
| 2 | Filipíny     | 58. | 4.   |
| 3 | Pákistán     | 74. | 5.   |
| 3 | Turkmenistán | 92  | 6    |
| 4 | Guam         | —   | 7.   |
| 4 | Mongolsko    | —   | 8.   |
| ITF – žebříček ITF nasazení dle žebříčku z 11. listopadu 2019 |              |     |      |

### Bloky
|    | Blok A (Wellington) | NZL | PAK | MGL | SGP |
| 1. | Nový Zéland (3–0)   |     | 3–0 | 3–0 | 3–0 |
| 2. | Pákistán (2–1)      | 0–3 |     | 2–1 | 2–1 |
| 3. | Mongolsko (1–2)     | 0–3 | 1–2 |     | 2–1 |
| 4. | Singapur (0–3)      | 0–3 | 1–2 | 1–2 |     |

|    | Blok B (Wellington) | PHI | THA | GUM | TKM |
| 1. | Filipíny (3–0)      |     | 2–1 | 3–0 | 3–0 |
| 2. | Thajsko (2–1)       | 1–2 |     | 3–0 | 3–0 |
| 3. | Guam (1–2)          | 0–3 | 0–3 |     | 3–0 |
| 4. | Turkmenistán (0–3)  | 0–3 | 0–3 | 0–3 |     |

### Baráž
| Podskupina ve Wellingtonu | Podskupina ve Wellingtonu | Podskupina ve Wellingtonu | Podskupina ve Wellingtonu |
| Pořadí                    | tým bloku A               | výsledek                  | tým bloku B               |
| ------------------------- | ------------------------- | ------------------------- | ------------------------- |
| Postup                    | Nový Zéland               | 2–1                       | Filipíny                  |
| 3.–4. místo               | Pákistán                  | 0–3                       | Thajsko                   |
| 5.–6. místo               | Mongolsko                 | 0–3                       | Guam                      |
| 7.–8. místo               | Singapur                  | 2–0                       | Turkmenistán              |

#### Zápas o postup: Nový Zéland vs. Filipíny
| | Nový Zéland | 2 :                                                                                | 1   | Filipíny |          |  |
| --- | ----------- | ---------------------------------------------------------------------------------- | --- | -------- | -------- |  |
| Renouf Tennis Centre, Wellington, Nový Zéland 8. února 2020 tvrdý |             |                                                                                    |     |          |          |  |
| \| \| \| \| 1. \| 2. \| 3. \| \| \| -- \| \| ---------------------------------------------------------------------------------- \| --- \| --- \| -------- \| \| \| 1. \| \| Valentina Ivanovová Shaira Hopeová Riverová \| 7 5 \| 6 1 \| \| \| \| 2. \| \| Paige Houriganová Marian Capadociová \| 6 2 \| 6 3 \| \| \| \| 3. \| \| Emily Fanningová / Kelly Southwoodová Marian Capadociová / Shaira Hopeová Riverová \| 3 6 \| 6 4 \| [9] [11] \| \| \| \| \| \| \| \| \| \| \| \| \| \| \| \| \| \| \| \| \| \| \| \| \| \| \| \| \| \| \| \| \| \| \| \| \| \| \| \| \| \| |             |                                                                                    |     |          |          |  |
| |             |                                                                                    | 1.  | 2.       | 3.       |  |
| 1. |             | Valentina Ivanovová Shaira Hopeová Riverová                                        | 7 5 | 6 1      |          |  |
| 2. |             | Paige Houriganová Marian Capadociová                                               | 6 2 | 6 3      |          |  |
| 3. |             | Emily Fanningová / Kelly Southwoodová Marian Capadociová / Shaira Hopeová Riverová | 3 6 | 6 4      | [9] [11] |  |
| |             |                                                                                    |     |          |          |  |
| |             |                                                                                    |     |          |          |  |
| |             |                                                                                    |     |          |          |  |
| |             |                                                                                    |     |          |          |  |
| |             |                                                                                    |     |          |          |  |

### Konečné pořadí
| Umístění        | Tým          |
| Postup/1. místo | Nový Zéland  |
| 2. místo        | Filipíny     |
| 3. místo        | Thajsko      |
| 4. místo        | Pákistán     |
| 5. místo        | Guam         |
| 6. místo        | Mongolsko    |
| 7. místo        | Singapur     |
| 8. místo        | Turkmenistán |

Výsledek
- Nový Zéland postoupil do I. skupiny zóny Asie a Oceánie pro rok 2022.